# Turó Rodó (Collserola)
El Turó Rodó és una muntanya de 353 metres de la Serra de Collserola administrativament repartida entre els municipis de Sant Feliu de Llobregat, a la comarca del Baix Llobregat i de Barcelona, a la comarca del Barcelonès.
Forma part de la Coscollera. Es pot accedir des del camí de Sant Just Desvern a Santa Creu d'Olorda.